# خيبر (مسلسل)
مسلسل خيبر هو مسلسل تاريخي تلفزيوني من إخراج محمد عزيزية وتأليف يسري الجندي
وبطولة أيمن زيدان وأحمد ماهر وسامح الصريطي وعدة نجوم من الوطن العربي.
حول المسلسل إلى فيلم سينمائي عرض سنة 2015.

## قصة
تدور أحداث المسلسل حول حياة اليهود الاجتماعية والاقتصادية والدينية في المدينة المنورة كما أن المسلسل يسرد لنا سمات اليهود التي يتصفون بها وكيف تكونت لديهم العدواة والبغضاء للآخرين، وكيفية طردهم خارج المدينة وتمركزهم في خيبر، كما يتحدث المسلسل عن قصة المعركة الفاصلة التي حدثت بين جبهتين هما: قبائل اليهود في الحجاز وما حولها بالإضافة إلى من تحالف معهم من المشركين وجبهة المسلمين، والتي انتهت بانتصار المسلمين.
كما أن المسلسل يسلط الضوء حول نتائج الصراع بين اليهود والمسلمين وما ترتب من سقوط خيبر التي شكل سقوطها صدمة قوية لليهود، وانهيارهم كقوة اقتصادية وسياسية، حيث مثلت نتائج هذا الصراع في نهايتها حلقة هامة في التاريخ الإسلامي وصعود الدعوة الإسلامية، واشتداد قوائم الدولة الإسلامية، الأمر الذي أتاح للمسلمين التفرغ لأهل الشرك، والانطلاق في الفتوحات الإسلامية

## فريق العمل

### الممثلون
| - أيمن زيدان: عبد الله بن أبي ابن سلول - سلافة معمار: تعت بنت شاس - عامر علي: المقداد بن عمرو - قمر خلف: عفراء - سامح الصريطي: محمد بن مسلمة - مهيار خضور: يوسف - بيير داغر: حيي بن أخطب - وسام البريحي: عبد الله بن عبد الله بن أبي ابن سلول - سناء شافع: شاس العراف - حلمي فودة: مرحب بن أبي زينب - روعة ياسين: زينب بنت الحارث - ضياء الميرغني: ابن زعورة - جميل براهمة: سلام بن مشكم | - خليل مرسي: سعد بن عبادة - محمد القباني: نعيم بن مسعود - سامي قفطان: شموأل الحداد - أحمد ماهر: الحارث بن عوف - عايدة عبد العزيز: م شاس بن قيس - عبير عيسى: أم خلاد - جواد الشكرجي: أبو سفيان - عثمان محمد علي: ابن حواش - مصطفى حشيش: أبو خلاد - باسم قهار: كنانة - رولا ذبيان: ضباعة بنت الزبير - عبد الحكيم قطيفان: سعد بن معاذ - أحمد حلاوة: سلام بن أبي الحقيق | - هشام المليجي: الربيع بن أبي الحقيق - علا بدر: الجاريه سمراء - هشام عبد الله: النضر بن الحارث - فهمي الخولي - أحمد رفعت: عتبة بن غزوان - محمد جمعة: خادم ابن سلول - صفوت الغندور - سلام زهرة - عبد القادر الملا: كعب بن أسد - نسمة محمود: مريم - علي عبد الرحيم - فاتن حسني |

بالاشتراك مع: مصطفى طلبة- لبنى عبد العزيز- سيد الشرويدي- أحمد صادق- فخري العقيدي- جلال عثمان- يسرية السيد- يحيى زكريا- محمد الملاح: ياسر بن الحارث- سيد شعيب- ناصر عبد الحفيظ- رفيف حمدي- عصام مصطفى: ثمامة بن آثال- زينة منصور: هند بنت عتبة- شوقي المغازي- احمد رجب- تامر سعد- حماده المطراوي- شريف محمد- محمد العمروسي- هاني علي- ممدوح بهنسي- محمد دياب- أحمد طالب- رضا زكي- محمد خميس: أمير حرب بني غطفان- علي جمال الدين- سليم سليمان- عاطف سعيد- سيد الطيب- هشام البطران- أحمد الرافعي- باسم شكري- محمد الغريب- حسن نوح- عبد الحميد فرج- آسر على- زيزى محمد- اكمل المعداوي- أبو غنام- أحمد أبو تريكة- عمر علام- قاسم الدالي- ناصر عثمان- ماهر دومة-خالد النجدي- محمود بشير- حسن هاني- محيي عبد الحي: عبد الله بن سلام

### الإداريون
| - هاشم السيد: فكرة - يسري الجندي: قصة وسيناريو وحوار - محسن العلي: منتج منفذ - محمد عزيزية: مخرج - عبد القادر الأطرش: مدير التصوير - سالم درباس: مونتاج | - سامية عبد العزيز: مصممة الملابس - سعيد السكري: كوافير - أحمد عفيفي: ماكيير - وليد الهشيم: مؤلف موسيقي - محمد محسن: مهندس الديكور |

## خيبر: الفيلم
نم تحويل مسلسل "خيبر" إلى فيلم سينمائي استجابة لصعوبة تسويق المسلسل التلفزيوني وتحمله لتكاليف مرتفعة. وتوقعات بأن الفيلم سيصل إلى جمهور أوسع ويحقق أفضل نجاح في السوق السينمائية. رغم أن المسلسل صور باستخدام معدات سينمائية، إلا أن هذا القرار استند إلى تقدير المخرج لإمكانات الفيلم في الوصول لفئات أكبر من الجمهور وإبراز المضمون بشكل أفضل. وقد قام المخرج بتعديل واختصار مدة العمل من عشرين ساعة إلى ثلاث ساعات دون المساس بجودة العمل أو محتواه.

## متفرقات
- قال أحمد ماهر الذي مثل دور الحارث بن عوف في تصريح لصحيفة البلد: «إن الغرض من مسلسل خيبر هو تصوير اليهود على أنهم أبشع شريحة من البشر».
- زعمت صحيفة وول ستريت جورنال الأمريكية أنه على الرغم من الإطاحة بالرئيس محمد حسني مبارك عام 2011، ليحل محله حكم الإخوان المسلمين، إلا أنه ظلت إحدى العناصر الراسخة في الثقافة المصرية ثابتة ولم تتغير بعد الثورة؛ ألا وهي معاداة السامية.[3]
- يؤكد الكاتب يسري الجندي تجربته مع المسلسل التاريخي خيبر قائلا أنه انتهى من كتابته مؤخراً بالتجربة الشاقة، وحيث يستغرق وقتها فيها ما يقرب من عامين ما بين البحث والكتابة، للوقوف على أدق التفاصيل التي تساعد في خروج العمل بأفضل صورة تليق بالقيمة التاريخية لغزوة خيبر وما تحمله من أحداث تتشابه إلى حد كبير مع الواقع الحالي، كما يتوقع الكاتب يسري الجندي أن يثير العمل كثيرا من ردود الأفعال تجاهه عقب عرضه، مشيراً إلى احتمال اتهام صناعه بمعاداة السامية، وهو الاتهام الجاهز دائما في جعبة الصهاينة ضد من يخالفهم في الرأي، لافتا إلى أنه واجه ذلك من قبل معهم عقب كتابته مسرحية «اليهودي التائه» في الستينات.[4]
- وقال الكاتب يسري الجندي ردا على اتهامه بمعاداة السامية: «تهمة معاداة السامية تقليعة قديمة وهي في الحقيقة أكذوبة وورقة ضغط يستخدمها الصهاينة ضد كل من يحاول تعريتهم وكشف مؤامراتهم، لكنني أعتقد أنه حان الوقت لكشفهم حتى في أمريكا نفسها، وأثق بأن الولايات المتحدة ستدرك أنها دفعت ثمناً غالياً لدعمهم، وبسببهم خسرت حلفاء كثيرين بالمنطقة، وسبق أن اتهموني بمعاداة السامية حين قدمت مسرحية «اليهودي التائه» لذلك لا أبالي بهذه الاتهامات».[5]

## وصلات خارجية
- صفحة المسلسل على موع السينما.
- الجزيرة مسلسل خيبر.
- مسلسل خيبر جريدة الخبر الجزائرية.
- قنوات عرض مسلسل خيبر منتديات ستار تايمز.